# Качиловка
Качиловка (каз. Качиловка) — упразднённое село в Айыртауском районе Северо-Казахстанской области Казахстана. Входило в состав Сырымбетского сельского округа. Код КАТО — 593249400. Ликвидировано в 2015 году.

## Население
В 1999 году население села составляло 158 человек (87 мужчин и 71 женщина). По данным переписи 2009 года в селе проживало 30 человек (16 мужчин и 14 женщин).